# Supernanny
Supernanny är en brittisk TV-serie som sänds i Sverige i TV4. Serien handlar om nannyn Jo Frost som besöker olika familjer runt om i Storbritannien och USA för att hjälpa dem komma tillrätta med bråkiga barn. Första avsnittet premiärvisades den 7 juli år 2004 av den brittiska TV-kanalen BBC i Storbritannien.
Först besöker Jo familjens hem och observerar barnens beteende. Sedan gör hon upp en planering för att ändra på situationen, och visar hur föräldrarna ska bete sig. Sedan lämnas föräldrarna på egna fötter i en vecka medan kamerorna fortfarande rullar i deras hem. Sedan går Jo och föräldrarna igenom olika situationer när hon var borta för att analysera deras beteende och hur de skulle agerat.